# Raadhuis van Zwaag
Het voormalig raadhuis van Zwaag werd in 1869 naar ontwerp van P. Mager, stadsarchitect van Purmerend, gebouwd. Het pand staat aan de Dorpsstraat in het dorp Zwaag, dat nu een wijk is van de gemeente Hoorn. Het raadhuis is een gemeentelijk monument.
Achter het raadhuis bevindt zich een voormalige openbare lagere school met onderwijzerswoning. Deze twee bouwdelen maken onderdeel uit van het complex en zijn dus eveneens beschermd. Ook deze bouwdelen zijn naar ontwerp van Mager.
Het gehele complex heeft anno 2015 de functie van kantoorpand.

## Geschiedenis
Voordat het raadhuis gebouwd werd, bevond zich op deze plek al een voorganger. Deze is in 1868 gesloopt wegens bouwvalligheid. De lagere school bevond zich tot de bouw van het nieuwe complex in een ruimte op de begane grond van de toren van de hervormde kerk. In 1979 deed het hele complex dienst als gemeentehuis van Zwaag. Na de gemeentelijke herindeling van dat jaar, waarbij de gemeente Zwaag bij Hoorn gevoegd werd, verviel deze functie.

## Exterieur
Het oude raadhuisgedeelte aan de Dorpsstraat is neoclassicistische in stijl, drie traveeën breed en hoger dan de rest van het complex gebouwd. Dit bouwdeel heeft twee bouwlagen. Het dak is een schilddak met de nok haaks op de weg. Boven de centrale entree, in een fries, is het wapen van Zwaag aangebracht. Het fries breekt door de bakgoot heen. Achter het fries is een klein zadeldak geplaatst. Onder het fries en boven de ingang is op de verdieping een deur met balkon aangebracht. De middelste travee wordt verder aan weerszijden door een pilaster geflankeerd. Alle gevels zijn uitgevoerd als tuitgevels
Tegen dit bouwdeel aan zijn de school en onderwijzerswoning, beide één bouwlaag hoog, gebouwd op een T-vormig grondplan. De woning en school hebben beide een zadeldak. Tussen de woning en het raadhuis en aan de uiteindes van de armen van de T bevinden zich bouwvolumes onder een plat dak. De gevels van het T-vormige bouwdeel hebben uitkragende houten bakgoten, van origine waren het gietijzeren goten.

### Plaquette
Aan de voorgevel, direct aan de Dorpsstraat, is na de Tweede Wereldoorlog een plaquette aangebracht met daarop de namen van vier verzetsmannen (Johannes Smink, Jan Kort, Gosse Dijkstra en Ruurd Dijkstra) die op 1 mei 1945 door de Landwacht te Zwaag zijn doodgeschoten, omdat zij een patroonhouder bij zich hadden. De mannen maakten deel uit van een groep van vijf die buiten het dorp (op de Dracht) werden aangehouden; een van hen kon vluchten terwijl een ander (Gosse Dijkstra) ter plaatse werd neergeschoten door landwachter Dirk Jonker. De drie anderen werden naar het stadhuis gebracht en aldaar, voor het stadhuis, standrechtelijk gefusilleerd door landwachter Willem A. van der Spek, die later ter dood werd veroordeeld.

## Interieur

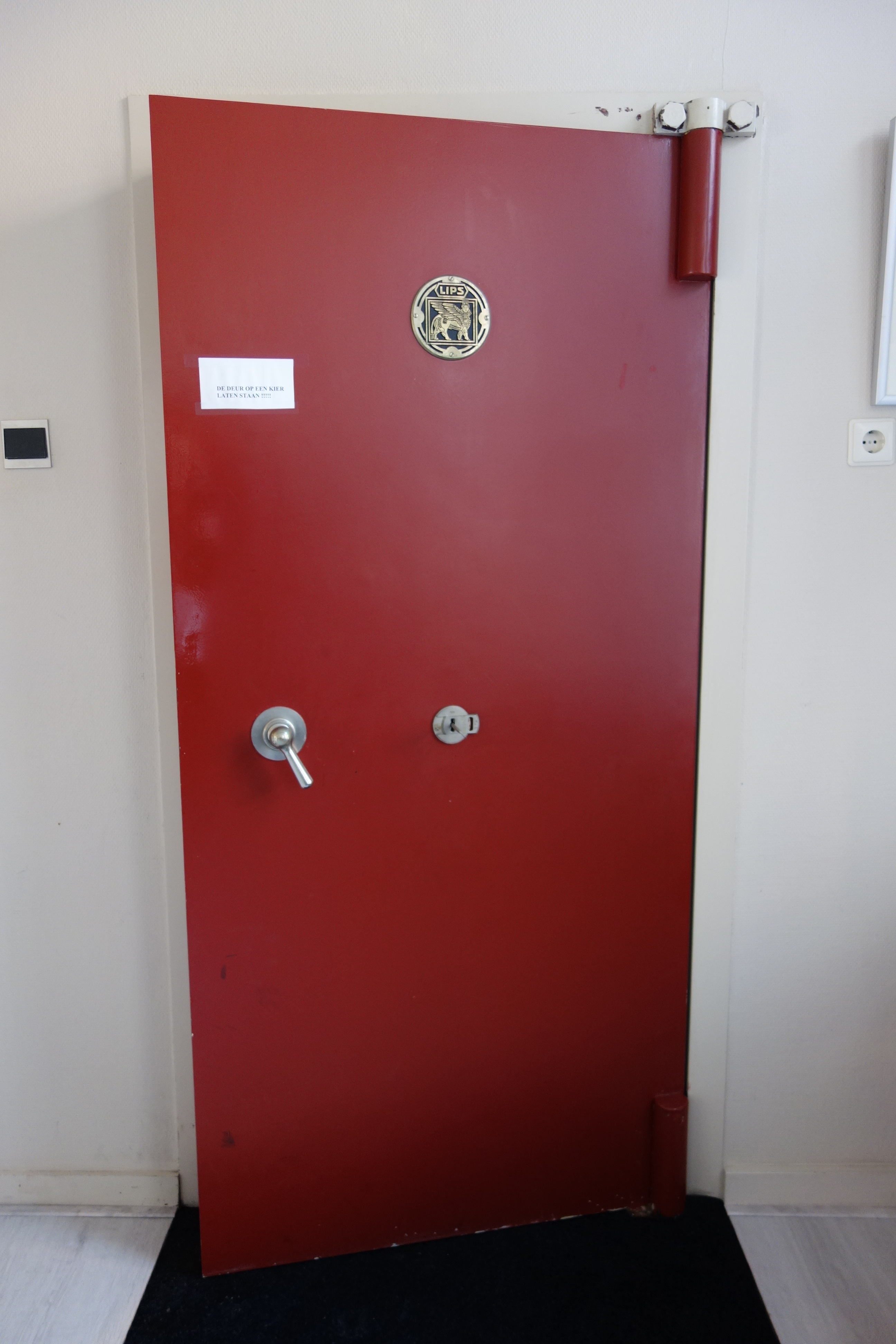
De kluisdeur, het interieur van de kluis is vernieuwd.

Van het originele interieur resteert weinig. Mogelijk zijn de originele plafonds op de parterre en de eerste verdieping van het raadhuis nog aanwezig. Zeker is dat het plafond in de voormalige raadzaal, nu gesplitst in twee kamers, vernieuwd is. In een van de vertrekken op de begane grond staat nog een kluis die mogelijk uit het interbellum dateert.
De onderwijzerswoning had, net als het raadhuisgedeelte, een verdieping. Op de begane grond lagen twee kamers en suite. Achter de achterste kamer lag nog een keuken, daarachter een gang met trap en een slaapkamer. Op de verdieping bevonden zich nog twee slaapkamers. Achter de slaapkamer op de begane grond bevond zich een gevangeniscel die bereikbaar was via het rechter zijportaal van de school.